# Dagmar Kramplová
Dagmar Kramplová (* 16. srpna 1958) je slovenská politička a od listopadu 2023 poslankyně Národní rady SR. 

## Politická kariéra
Od roku 1990 je členkou Slovenské národné strany. V parlamentních volbách na Slovensku v roce 2020 kandidovala na 32. místě kandidátní listiny SNS. Získala 209 preferenčních hlasů, ale nebyla zvolena, protože strana v Národní radě nezískala žádný mandát.
V parlamentních volbách v roce 2023 kandidovala na 3. místě kandidátní listiny SNS, přičemž tentokrát získala 6 867 preferenčních hlasů. Mandát poslankyně sice ve volbách nezískala, nicméně jako náhradnice se mandátu ujala v listopadu 2023 poté, co ve funkci poslance skončil Štefan Kuffa, který se stal státním tajemníkem. Po nástupu do funkce poslankyně se stala místopředsedkyní výboru NR SR pro sociální věci a členkou mandátového a imunitního výboru. V evropských volbách v roce 2024 kandidovala na 11. místě kandidátní listiny SNS na funkci europoslance, ale neuspěla.
V roce 2023 žila v Bratislavě. V SNS k roku 2024 působila jako její místopředsedkyně. Před svým působením ve slovenském parlamentu působila také v komunální politice.

## Politické názory
V roce 2023 označila tehdejšího předsedu strany HLAS-SD Petera Pellegriniho za „liberální produkt americké ambasády“. V březnu 2025 kritizovala premiéra Roberta Fica za to, že na zahraniční úrovni údajně vykonává jiný styl politiky než na Slovensku. Je tvrdou kritičkou liberalismu a na sociálních sítích často zveřejňuje ostré příspěvky. V roce 2023 označila Slovensko za „morálně zdecimované“.